# عثمان المجراد
عثمان بن سالم المجراد (1961 -) هو شاعر سعودي.

## نسبه
عثمان بن سالم بن عبد الرحمن بن عبد الله بن عبد العزيز بن إبراهيم بن موسى المجراد الجري. وعشيرة الجري في حائل يرجعون إلى طيء وقد روى الاستاذ عبد الرحمن السويداء في كتابه 'جذوع وفروع' حكاية مفارقة جري لقومه ونقل عن الشيخ عيسى السالم السويداء الذي كان أشهر النسابين في منطقة حايل في القرن الماضي ومن الموصوفين بالحفظ والتثبت في رواية الاخبار ان جرياً من طيء، وفي كتاب 'التعليقات والنوادر' للهجري: ذكر لبني جريّ بن جوين من طيء كما انهم من أكبر عوائل لبده المعروفة بحائل ويطلق عليهم الحجلان.

## مسيرته
اشتهر عثمان المجراد شاعر (يكتب بالعامية) من مدينة حائل، ولد في الستينيات الميلادية وتعامل مع وسائل الاعلام منذ كان في المرحلة الابتدائية يراسل البرامج الاذاعية والصحف حيث كان اهتمامه بالبداية في القصة التي يميل لهاكثر من الشعر وعمل بالصحافة عند افتتاح مكتب مؤسسة اليمامة الصحفية في حائل بإدارة القاص جارالله الحميد ولم يستمر كثيرا حيث استقال بعد احداث الحرم بفترة وقاطع التعامل مع الاعلام منذ ذلك الحين الا نادرا والتحق بالشركة السعودية للكهرباء حتى تقاعد مبكرا.
تشرف عثمان المجراد بتمثيل شعراء حائل أثناء زيارة الملك فهد بن عبد العزيز إلى حائل كما تشرف بتمثيلهم أثناء زيارات الأمير سلطان بن عبد العزيز ولي العهد في زياراته الثلاث الأخيرة وكذلك امام الأمير سلمان بن عبد العزيز في زيارته إلى حائل فضلا عن مناسبات حائل الرسمية من1404هـ-1984م إلى أن طلب رسميا من الملك سلمان -الأمير -حينها أثناء زيارته إلى حائل 1427م-2007م وامام الحضور ان تكون آخر مشاركة رسمية له لافساح المجال للشعراءالاخرين.
يعتبر المجراد، من أهم الشعراء الشعبيين في حائل، والجزيرة العربية على وجه الخصوص. ويكمن سرّ نجاحه، إلى جانب موهبته المتقدمة ودوره في تحديث المفردة مبكرا، في تعاونه المبكر مع أشهر الفنانين والمطربين، من حائل وخارجها. كذلك قدم خلال مشواره الشعري، الذي ما زال مستمراً، مئات القصائد والأوبريتات الوطنية، التي تتحدث عن حائل.وتولى الاشراف على أول مهرجان سياحي اقيم في منطقة حائل -قرية مشار-1418وكان مميزا في فعالياته حيث شاركت المرأة للمرة الأولى في المملكة العربية السعودية من خلال امسيات الشعر والقصة والتقديم فكان حضور الممثلة الكويتية انتصار الشراح والشاعرة الكويتية مليحة الفودري بالإضافة للشاعرات والاعلاميات والقاصات من المملكة.
ومن أبرز المشاركين كان الأمير عبد الرحمن بن سعود رئيس نادي النصر والشاعر طلال الرشيد والشاعر البحريني عبد الرحمن رفيع وعدد من أبرز شعراء الساحة المعروفين وبثت فقرات من كلمته في حفل الافتتاح عبر الاخبار الرسمية في التلفزيون السعودي حينها.
واختيرت واحدة من أشهر قصائده الوطنية وهي بعنوان عروبة قرن، واحدة ضمن أفضل 5 قصائد الأولى المعاصرة في استفتاء تشرف عليه إذاعة MBC - FM. وكان أصحاب القصائد الأخرى هم الأمراء عبد الله الفيصل وخالد الفيصل وبدر بن عبد المحسن وعبد الرحمن بن مساعد ومحمد السديري وفهد عافت وخلف بن هذال وطلال حمزة ونورة الحوشان.
شارك المجراد في عشرات الأمسيات الشعرية داخل البلد وخارجه، وفي جميع المناسبات الحائلية. كما شارك مرات عديدة في المهرجانات والفعاليات التي يعدّها نادي حائل الأدبي.
من أشهر الفنانين الذين تعاون معهم الشاعر عثمان المجراد، : سلامة العبدالله، والذي يجمعهما رابط الانتماء لمدينة واحدة وهي حائل، فشدى سلامة العبد الله بعددٍ من أجمل أشعار المجراد، في أغنيات شهيرة ومنها أغنية للمنتخب السعودي عندما تأهل لأول مره إلى كاس العالم 1994م بعنوان: شوفوا السعودي والاغنية المعروفة عن حائل: اغترب واشقى وأغاني عاطفيه، وتكاد تكون محفوظة في ذاكرة الأغلبية من جيل السبعينيات والثمانينيات وعبد الله السالم وفهد عبدالمحسن وخالد السلامة وعبد الله الصريخ وغيرهم وتعاون مع حمد الطيار في أول فلم كرتون للاطفال بطولة راشد الشمراني وحبيب الحبيب عنوانه جمّول.

## من قصائده
دمعة أمي، عروبة قرن.مثل الذهب.هلاياحلمي الواقع.عصافير صدرك، ملح الشمال اغترب واشقى، أبكي وأصوت، ثلاثين خيال، لذيذ الجرح.حايليه. دعاني الحظ.تلاعب بالغلا.الوردة والبارود، حي التمايمة، رحيق الورد، دعاني الحظ، والعشرات من القصائد المغناة قصيدة رثاءفي والده وفي عمه وفي شقيقه الاصغر محمد يقول في مطلعها (سهرت وعيون المدينة بها نوم)، مجاراته مع عدد من الشعراء منهم شقيقه علي المجراد أحمد العريفي محمد الغيث الشمري طلال السعيد فهيد العديم وغيرهم.
من أهم الالقاب التي اطلقت عليه:
الضلع الشمالي
مجنون حائل
فرقد الشعر
شاعر الجيلين
وغيره

## وصلات خارجية
- حساب عثمان المجراد الرسمي على الفيس بوك  على فيسبوك.